# 나는 내가 알지 못함을 안다
"나는 내가 알지 못함을 안다"는 플라톤이 기록한 고대 그리스 철학자 소크라테스의 말에서 유래한 격언이다. "나는 내가 아는 것이 거의 없음을 잘 알고 있었습니다..."(《변명》 22d, 박문재 옮김, 2019). 이는 때때로 소크라테스의 역설이라고도 불리지만, 이 명칭은 주로 플라톤의 대화편에서 소크라테스가 주장한 다른 역설적인 문장들(특히 소크라테스적 지성주의와 소크라테스적 오류)을 지칭하는 데 사용된다.
이 격언은 또한 소크라테스(크세노폰에 따르면) 혹은 카이레폰(플라톤에 따르면)이 델포이 신탁인 피티아에게 던졌다고 전해지는 질문과 연관되어 있는데, 이때 신탁은 "소크라테스가 아테나이에서 가장 현명한 사람이다"라는 취지의 답변을 했다고 한다. 신탁의 말을 믿으면서도 동시에 자신이 아무것도 모른다고 확신했던 소크라테스는, 결국 아무도 아무것도 모르며 자신이 다른 이들보다 현명한 이유는 단지 자신의 무지를 인정하는 유일한 사람이기 때문이라는 결론에 이르렀다고 전해진다.

## 어원
이 문구는 원래 라틴어("ipse se nihil scire id unum sciat")에서 비롯되었으며, 그리스어 원문을 의역한 것으로 추정된다(아래 참조). "scio me nihil scire" 또는 "scio me nescire"의 형태로도 인용된다. 이후 카타레부사 그리스어로 재번역되어 "[ἓν οἶδα ὅτι] οὐδὲν οἶδα"([hèn oîda hóti] oudèn oîda)의 형태로 나타났다.

## 플라톤의 저작
이 구절은 기술적으로 "나는 알지도 못하고 안다고 생각하지도 않는다"(플라톤, 《변명》 21d)라는 소크라테스의 진술을 짧게 의역한 것이다. 고대와 현대를 막론하고 플라톤의 소크라테스에게 널리 귀속되는 이 의역된 문구는 실제로 "나는 내가 알지 못함을 안다"라는 정확한 형태로는 플라톤의 어떤 저작에도 등장하지 않는다. 최근 두 명의 저명한 플라톤 연구자는 이 문구를 플라톤의 소크라테스의 것으로 귀속시켜서는 안 된다고 주장했다.
소크라테스가 실제로 자신이 아무것도 모른다고 주장하지 않았다는 증거는 《변명》 29b-c에서 찾을 수 있는데, 여기서 그는 두 번에 걸쳐 무언가를 안다고 주장한다. 또한 《변명》 29d에서 소크라테스는 29b-c에서 자신이 주장한 지식에 대해 목숨을 걸 만큼 확신한다고 밝힌다.

그렇긴 하지만 《변명》에서 플라톤은 소크라테스가 다른 어떤 사람보다 현명해 보이는 이유를 자신이 모르는 것을 안다고 생각하지 않기 때문이라고 설명했다고 전한다.
다른 한국어 번역은 다음과 같다.
왜냐하면 그는 아무것도 모르면서 알고 있다고 생각하지만, 나는 모르면 모른다고 생각하기 때문입니다. 따라서 모른다는 것을 알고 있다는 점에서 나는 그보다 약간 우월한 것 같았습니다.(황문수 옮김, 2014)
어떤 번역을 택하든 이 구절이 등장하는 맥락은 동일하다. 즉 소크라테스가 "현명한" 사람을 찾아가 대화를 나눈 뒤 물러나서 혼자 위와 같이 생각했다는 것이다. 어떤 종류의 지식도 부정했던 소크라테스는 이후 정치가, 시인, 장인들 사이에서 자신보다 더 현명한 사람을 찾으려 했다. 정치가들은 지식 없이 지혜를 주장했고, 시인들은 말로 사람들의 마음을 움직일 수는 있었으나 그 의미는 알지 못했으며, 장인들은 특정하고 좁은 분야에서만 지식을 주장할 수 있었다. 신탁의 답변에 대한 해석은 소크라테스가 자신의 무지를 자각했다는 것일 수 있다.

소크라테스는 플라톤의 대화편 《메논》에서도 이 문구를 다루며 다음과 같이 말한다.
καὶ νῦν περὶ ἀρετῆς ὃ ἔστιν ἐγὼ μὲν οὐκ οἶδα, σὺ μέντοι ἴσως πρότερον μὲν ᾔδησθα πρὶν ἐμοῦ ἅψασθαι, νῦν μέντοι ὅμοιος εἶ οὐκ εἰδότι.
이제 나는 덕이 무엇인지 모른다. 아마도 당신은 나를 만나기 전에는 알고 있었을지도 모르지만, 지금은 확실히 모르는 사람과 같아 보인다.(G. M. A. 그루브 번역)
여기서 소크라테스는 자신의 견해를 굳게 믿었고 그 지식 주장이 소크라테스에 의해 반박된 메논의 의견을 바꾸는 것을 목표로 한다.
이는 본질적으로 "후기 소크라테스적" 서양 철학이 시작되는 질문이다. 소크라테스는 모든 지혜가 의문을 품는 것에서 시작된다고 보았기에, 자신의 무지를 인정하는 것으로부터 시작해야 했다. 결국 소크라테스의 교수법인 문답법은 교사인 자신이 아무것도 모른다는 전제 하에, 대화를 통해 학생들로부터 지식을 이끌어내는 것이었다.
플라톤 이후 수백 년이 지나 쓰여진 디오게네스 라에르티오스의 《유명한 철학자들의 생애와 사상》에도 소크라테스가 자주 하던 말들 중 하나로"εἰδέναι μὲν μηδὲν πλὴν αὐτὸ τοῦτο εἰδέναι", 즉 "자신이 아무것도 모른다는 바로 그 사실만을 제외하고는 아무것도 모른다"는 구절이 있다.

또한 이 인용구에 더 가까운 구절이 플라톤의 《변명》에 있는데, 여기서 소크라테스는 누군가와 대화를 나눈 후 다음과 같이 생각하기 시작했다고 말한다.
흥미로운 점은 소크라테스가 어떤 주제에 대해 지식이 있다고 주장하는 구절이 여러 번 등장한다는 것인데, 예를 들어 사랑에 대해 다음과 같이 말한다.
내가 이해한다고 말하는 유일한 것이 사랑의 기술인데 어떻게 '아니오'라고 할 수 있겠는가? (τὰ ἐρωτικά)

나는 사실상 아무것도 모르지만, 한 가지 작은 주제, 즉 사랑(τῶν ἐρωτικῶν)만큼은 예외다. 이 주제에 있어서 나는 놀라울 정도로(δεινός) 과거나 현재의 그 누구보다도 뛰어나다고 평가받는다.

## 대안적 용법
"소크라테스의 역설"은 "누구도 악을 욕망하지 않는다"와 같이 상식에 반하는 것처럼 보이는 소크라테스의 진술들을 가리키기도 한다.

## 같이 보기
| - 시위성 - 코기토 - 더닝 크루거 효과 - 의견 논리, 의견 태도 - 인식론 - 그노티 세아우톤 - 이그노라무스 에트 이그노라비무스 | - 문답법 - 뮌흐하우젠 트릴레마 - 사페레 아우데 - 회의주의 - That Nothing Is Known - 논리철학 논고 - There are known knowns |